# 十一月の森
『十一月の森』（じゅういちがつのもり、英語: November Woods）は、アーノルド・バックスが1917年に作曲した交響詩。表向きは音楽による自然描写という体裁を取っているが、作品には結婚生活の崩壊およびピアニストのハリエット・コーエンとの不倫関係に起因する作曲者の荒れた精神状態を伝える部分がある。作曲者自身によると本作は標題音楽ではなく、絵を描いたり話を物語るというよりも雰囲気を想起させるものであるという。

## 概要
この作品は1917年11月に完成を迎え、ハミルトン・ハーティが指揮するハレ管弦楽団によって1920年11月18日にマンチェスターで初演された。『マンチェスター・ガーディアン』紙のサミュエル・ラングフォードは曲の「構想の雄大さと独自性」について言及し、ワーグナーの影響について指摘しつつも、本作はワーグナー音楽が持つ原始的な感覚を欠く代わりに「強烈に人間」であるという魅力を有すると考えた。ハーティは翌月にもクイーンズ・ホールで開催されたロイヤル・フィルハーモニック協会の演奏会で本作を取り上げている。『タイムズ』紙の匿名の評論家の書くところでは「全体は技巧的でかなり舞台がかった『自然のままの森』の描写で我々に感銘を与え、曲の音楽的着想の実際の価値へと大いに引き出されていた。」

## 楽器編成
バックスはキャリア初期においては、非常に巨大な編成の管弦楽を用いて曲を書く傾向があった。この作品では次の編成となっている。
フルート3、ピッコロ、オーボエ2、コーラングレ、クラリネット3、バスクラリネット、ファゴット2、コントラファゴット、ホルン4、トランペット3、トロンボーン3、チューバ、ハープ2、ティンパニ、シンバル、バスドラム、グロッケンシュピール、チェレスタ、弦五部。
分析家のパーマーは「開始部分では、震える木管とハープ、そして弱音器を付けた弦楽器が移り変わる色彩を繊細に提示する」と述べ、この作品は編成が大きいにもかかわらずバックスの全作品の中で最も精緻なオーケストレーションになっているとコメントしている。また、パーマーはチェロに重なるオーボエや、ファゴット並びにコーラングレと共に演奏するヴィオラなど、楽器の組み合わせにも注意を促している。

## 楽曲構成
本作はバックスの他の交響詩同様に自然から着想を得ている。彼は標題的内容の存在を否定し、この作品は「秋の深まった自然の湿った嵐模様の音楽という印象で捉えられるかもしれないが、曲全体とその起こりは当時の私自身が渦中にいた、ある非常に厄介な経験と繋がっているのである（略）」と明言している。彼が仄めかす経験とは結婚生活の破綻、並びにピアニストのハリエット・コーエンとの情事のことである。コメンテーターのキース・アンダーソンによると、穏やかな第2主題はかつての日々の落ち着いていた心情を示しているのではないかということである。
激しい吹雪を思わせる開始部分に続き、ハープのグリッサンドと素早く機敏な木管の主題を得て、弱音器を付けたチェロが旋律要素を前進させていく。第1主題である半音階的に下降する3音からなる音型が作品の最初の部分では支配的で、これが展開されると第2主題のアンダンテ・コン・モートがコーラングレ、ファゴット、ヴィオラによって奏されてハープとチェレスタが色彩を添える。中間部ではピアニッシモの弦楽器とホルンの高音が先導する形で、ソナタ形式の展開と再現が簡潔に行われる。朗々としたクライマックスを経ると音楽は開始部と同じト短調へ回帰し、バスクラリネットが静かに消えていき曲を終結に導く。
演奏時間は約16-17分である。

## 録音史
本作は作曲者の生前に録音されることはなかった。初録音は1967年11月にエイドリアン・ボールトの指揮、ロンドン・フィルハーモニー管弦楽団によってリリタレーベルへと行われた。グラハム・パーレットが集計したバックスのディスコグラフィーでは、その後に生まれた6種類の録音の詳細が紹介されている。